# 刑案匯編
清代「刑案匯編」的歷史淵源可以追溯到秦代的《廷行事》、漢代的《奏讞書》、《決事比》等書籍，其基本特色是將法律案件分門別類匯集成書，藉以討論「案例」與「律條」之間的關係，既有別於律例、會典、則例和省例等政府公布的成文法典，也不同於律例註釋、幕友手冊等私家法學著述，無論是政府官員或民間人士，都曾經編輯「刑案匯編」，並形成不同的風格特色與編輯體例。

## 明清案類律書演進
明清時期各級政府主要根據「律、例」等成文法典進行審判，在十六世紀以後，帝制中國的「律、例」合刊的法律書籍編輯與刊印體例已大致確立。然而，由於發生在全國各地司法案件的案情差異、司法人員解釋與運用法條的學識才能有所不同，以及清代司法案件的審轉制度嚴格推行所致，「成案」也逐漸成為各級司法人員據以判決案件的重要基礎；因此，政府官員和書坊商人在印行律例書籍之外，也逐漸重視刊印「案」類法律書籍。

## 近代刑案匯編
十八世紀後期之際，開始有人編輯名為《說帖》、《通行》、《駁案彙鈔》或是《平反節要》等刑案匯編，成為書籍市場上廣泛流通的法律文類；「刑案匯編」使得官員能夠藉此參酌，撰寫符合格式及內容的判案文件，減少了被「部駁」的可能性。大約到十九世紀前期的《刑案匯覽》流行後，才使「刑案匯編」成為更具官方核可色彩的法律文類，並使這類法律文類成為清代傳遞、討論與累積法律知識的重要媒介。

## 清代法律文類列表
| 編號 | 書名                                       | 作者                                                       | 推薦版本 | 書籍解題 |
| ---- | ------------------------------------------ | ---------------------------------------------------------- | --- | --- |
| 1    | 《疑獄箋》                                 | 陳芳生撰；王鼎臣訂                                         | 康熙三十年(1691)刻本。北京大學圖書館藏，收入《四庫全書存目叢書》，臺北：莊嚴文化公司，1995，子部冊37，頁780-909。                  | 本書所收案例屬傳聞刑案‧疑案類。作者自承編輯此書是追續五代和凝、和蒙父子《疑獄集》乃至明代張景《補疑獄集》的著書傳統。該書選輯前朝《疑獄集》的部分案例為三卷，又新輯有關讞獄成法為第四卷，合共四卷。 |
| 2    | 《定例成案合鐫》                           | 孫綸輯、孫繪校閱                                           | 康熙四十六年(1707)序刊本，典藏於東京大學東洋文化研究所大木文庫、東京都立圖書館、蓬左文庫。                                         | 康熙五十二年（1713）刻本 10冊2函30卷。是書所輯悉照大清律正律分門順序編排，逃人另附，並錄入當時通行各部頒定則例。除欽定處分則例、六部續增則例、刑部現行則例外，同時還收入《中樞政考》並內部議定成案，疑、駁、比照、援引、改正諸案等，其中吏、戶、刑三部所載尤為詳盡。 |
| 3    | 《本朝題駁公案》                           | 李珍璘著                                                   | 康熙五十九年(1720)刊本，典藏於中國社會科學院法學研究所。                                                                           | 1函10冊，以天干編次，合十一卷。是書所輯皆據康熙五十一年起至康熙五十九年止邸鈔揭載「奉上諭批駁六部事件」、「內臣條奏部覆無容議者」、「各督撫題本讞獄審擬部駁未洽律例者」、「自康熙五十一年起至五十九年止數宗大案事件」等。 |
| 4    | 《例案全集》                               | 張光月編                                                   | 康熙六十一年(1722)序思敬堂刊本，本書典藏於東京大學東洋文化研究所大木文庫。                                                         | 三十五卷，將有清以來刊行而律典中未載之案，又能上升為例者，鈔錄匯集，共分為名例、吏律、戶律、禮律、兵律、刑律、工律。 |
| 5    | 《六部新例成案》                           | 不詳                                                       | 雍正九年(1731)刊本，典藏於日本國立公文書館，請求番號：史106-0006。                                                                 | 二冊。該書可能又名《新例成案合鐫》，典藏於美國哥倫比亞大學東亞圖書館的一函八冊，京刊定本。 |
| 6    | 《刑部案牘匯錄》                           | 陳溥                                                       | 乾隆年間(1736-1795)鈔本。 | 內有著者自輯的《軍流匯題》、《赦款章程》、《成案匯訂》、《雜案摘鈔》、《雜稟摘鈔》、《刺字條款》以及阮葵生所輯之《秋讞志略》共七冊。對於研究清初的法律變遷有一定的史料價值。 |
| 7    | 《謀邑備考》                               | 吳光華輯                                                   | 乾隆年間(1759-1795)刊本，藏於傅圖善本書區。                                                                                        | 六冊不分卷，本書無封面、序言及目錄，內容收錄乾隆十一至二十三年間(1746-1758)刑部判例。其中第1-3冊為凡命案；第4-5冊為盜案；第6冊為參案。另有典藏於美國哥倫比亞大學東亞圖書館的二函八冊本。 |
| 8    | 《成案彙編》                               | 雅爾哈善編                                                 | 乾隆十一年(1746)序刊本，典藏於東京大學東洋文化研究所大木文庫、京大人文研。                                                         | 二十六卷，目二卷。四帙二十八冊；另有四十八冊版本，典藏於日本國會圖書館、島根縣圖書館；以及四十冊版本，典藏於公文書館；三十冊版本，典藏於一橋大學圖書館。 |
| 9    | 《成案質疑》                               | 洪弘緒（皋山）、饒瀚（敦夫）編、潘大中丞鍳定               | 乾隆二十年{1755)刊本，典藏於東京大學東洋文化研究所大木文庫、日本國會圖書館。                                                       | 八函八十冊，註明「本衙藏板翻刻必究」。本書為雍正、乾隆時期武林人洪皋山、饒敦夫編輯，潘思渠予以鑑定，主要記載了以往歷朝影響較大或者情節疑難，難以驟然定斷的成案，共計有四千三百多起案例，可謂匯集諸疑案之大全。 |
| 10   | 《成案續編》                               | 同徳編、張至徳校訂                                         | 乾隆二十年{1755)刊本，典藏於東京大學東洋文化研究所大木文庫。                                                                       | 四帙三十二冊，但註記為乾隆十一年至四十六年。另外，尚有二刻刊本，八卷；補刊本：二卷。 |
| 11   | 《例案續增新編》                           | 沈如焞輯                                                   | 乾隆二十四年(1759)刊本，典藏於東京大學東洋文化研究所大木文庫。                                                                     | 二十一卷，闕卷第十至第二十一，僅存卷一名例至卷九婚姻；另典藏於東京大學總合圖書館，番號：L11-268三○。 |
| 12   | 《成案續編二刻》                           | 李治運編                                                   | 乾隆二十八年{1763)刊本，典藏於中國社會科學院法學研究所。                                                                           | 八卷，一函十冊。 |
| 13   | 《成案新編二集》                           | 閔補籬編                                                   | 乾隆二十八年{1763)刊本，典藏於日本東洋文庫。                                                                                       | 十五卷，二十七冊；另有殘卷，一帙十冊，典藏於東京大學東洋文化研究所大木文庫。本書內容為編輯乾隆二十一至二十七年（1756-1762）之成案。 |
| 14   | 《駁案成編》                               | 洪彬編                                                     | 乾隆三十二年{1767)刊本，典藏於東京大學東洋文化研究所大木文庫。                                                                     | 不分卷，內有鈔補一冊，一帙九冊，內容輯錄乾隆元年至三十年（1736-1765）的案件。 |
| 15   | 《刑部駁案彙鈔》                           | 丁人可編                                                   | 乾隆四十三年（1778）日本京都詠春堂藏板，收入楊一凡、徐立志主編《歷代判例判牘》第六冊，北京 : 中囯社會科學出版社，2005。            | 八卷。該書彙集乾隆元年至二十七年（1736-1762）各省督撫呈報刑部，經刑部議決呈報皇帝，皇帝旨批的駁案251件，按照年份輯錄。 |
| 16   | 《所見集》                                 | 馬世璘                                                     | 四集為謝奎、王又槐編，嘉慶十年(1805)三餘堂刊巾箱本，十八卷，六帙四十六冊，典藏於東京大學東洋文化研究所大木文庫。                   | 乾隆四十六年（1781）巾箱本，三十七卷，目二卷。四帙三十五冊，闕第二十五冊。本書初、二、三集為馬世璘編，乾隆五十八年(1793)刊，再思堂藏版，四十八冊。 |
| 17   | 《駁案新編》                               | 全士潮、張道源、李大翰、懷謙、周元良、金德興等輯           | 乾隆四十六年（1781）刊本八冊三十二卷，附續編七卷 ，收入楊一凡、徐立志主編《歷代判例判牘》第七冊，北京 : 中囯社會科學出版社，2005。 | 本書彙輯乾隆元年至四十九年（1736-1784）間刑部歷年奉諭旨駁改擬及大臣援案准永為定例之成案，按律分類，共計318件，其中有一些乾隆四十九年以後（最晚至乾隆五十八年）的案例，殊不可解。每案先敘督撫原題，後錄諭旨，次敘及內外衙門原奏。本書所收案例屬實際刑案‧平常案類。對於研究清代駁案、瞭解乾隆朝司法狀況及一些定例的形成有重要的史料價值。 |
| 18   | 《刑部平反節要》                           | 魏若虛                                                     | 乾隆五十四年(1789)都門求生堂刻本，典藏於美國國會圖書館，入藏號590005。                                                             | 原題名為《刑部平反節要》，又名《刑部駁案纂要》，八卷。本書主要輯錄雍乾年間刑部平反復審之冤假錯案，美國國會圖書館在1940年9月18日入藏。 |
| 19   | 《續增駁案新編》                           | 佚名輯                                                     | 嘉慶四年（1799）刊本，典藏於公文書館 內閣文庫 296-102。                                                                            | 三十二卷，十二冊。本書按律依類編輯，輯有乾隆四十八年起至嘉慶二年（1783-1797）的案件。 |
| 20   | 《成案備考》                               | 沈廷瑛編                                                   | 嘉慶十三年(1808)刊本，典藏於東京大學東洋文化研究所大木文庫。                                                                       | "不分卷。尤韶華指出本書為案例集，按大清律的順序編排。體例為先標明刑部司名稱，下注有年份，有些案例注有道光字樣。正文是簡要案情及處理結果。頁沿標有罪名提示。 |
| 21   | 《說帖》                                   | 陳廷桂編                                                   | 嘉慶十六年（1811）序鈔本，典藏於東京大學東洋文化研究所大木文庫。                                                                   | 不分卷，十一帙六十六冊。 |
| 22   | 《駁案續編》                               | 桑春榮編                                                   | 光緒九年(1883)上海圖書集成局仿袖珍版印行，集在朱梅臣輯、該局所刊之《駁案彙編》內。                                                 | 三冊七卷，卷前記有「本衙藏板」。本書按律分類，彙輯有嘉慶元年至二十一年（1796-1816）間刑部歷年奉諭旨駁改擬及大臣援案准永為定例之成案。 |
| 23   | 《（刑案匯覽）拾遺備考》                   | 祝慶祺編                                                   | 道光年間（1821-1850）刊本，典藏於東京大學東洋文化研究所大木文庫。                                                                  | 不分卷，一帙二冊。 |
| 24   | 《例案備較》                               | 佚名                                                       | 道光九年(1829)仲春刊本，典藏於京都大學人文科學研究所。                                                                             | 四卷。本書精選當時比較有代表性的駁案、說帖與成案，加以修訂，又經律例館校正，對於研究嘉道年間的司法判例有比較重要的價值。 |
| 25   | 《刑部說帖各省通行成案摘要抄存》           | 清年                                                       | 道光十一年(1831)序刊本，開封府署藏板，典藏於日本國會圖書館。                                                                       | 十四卷，十四册。 |
| 26   | 《刑部各司判例》                           | 佚名，推測為嘉慶時期刑部官員                               | 道光十二年至十三年（1832-1833）鈔本，收入楊一凡、徐立志主編《歷代判例判牘》第六冊，北京 : 中國社會科學出版社，2005。               | 六卷。本書主要匯輯嘉慶期間刑部及其所屬各司在審核各省督撫上報的死刑案件過程中，對適用法律不當或無適當律例可循的案件，經過相應程式，予以改判並形成判例的司法檔，也有一部分是刑部題准的具有普遍適用性的條例，共計四十八件。 |
| 27   | 《加減成案新編》                           | 李馥堂（逢辰）輯                                           | 道光十三年(1833)常熟邵氏校刊巾箱本，典藏於東京大學東洋文化研究所大木文庫。                                                         | 六卷。本書輯嘉慶十八年至道光三年間（1813-1833）由刑部各司所判律例無明文規定，經比附援引他律他例而加減其刑之成案。 |
| 28   | 《刑部說帖揭要》                           | 胡調元（燮卿）輯，吳朝琛（魯堂）參訂，張曾霈（問槎）等校刊 | 道光十三年(1833)金匱張曾霈等校刻本，典藏於東京大學東洋文化研究室。                                                                 | 二十八卷，另典藏於日本中央大學。又名為《續增刑部律例館說帖揭要》十七卷，金匱張問槎樂全堂（江蘇金匱）刊印。 |
| 29   | 《兩歧成案新編》                           | 李馥堂（字廷桂、逢辰）鈔訂，邵繩清校刊                     | 道光十三年(1833)常熟邵氏校刊巾箱本，典藏於東京大學東洋文化研究所大木文庫。                                                         | 二冊二卷。書前有道光十三年(1833)邵繩清序。本書輯嘉慶十八年至道光二年（1813-1822）間由刑部各司所判律例無明文，經比附援引而結果歧異之各種成案，內分八門：服制、人命、鬥毆、姦拐、賊盜、搶奪、詐偽和雜犯等。 |
| 30   | 《刑案匯覽》                               | 祝慶祺編次、鮑書芸參定                                     | 道光十四年(1834)刊印，據「續修四庫全書」版，臺北：成文出版社，1968。                                                               | 道光十四年刊本（1834）為四十冊，六十卷。咸豐二年（1852）刊本為六十卷，首一卷，末一卷，拾遺備考一卷，續編十六卷，典藏於京都大學人文科學研究所。本書收錄乾隆元年至道光十四年（1736-1834）九十九年間經中央司法機關處理之5,640餘件刑案相關司法文書，其性質則區分為「說帖、成案、通行」三大類。 |
| 31   | 《刑部比照加減成案》                       | 許槤、熊莪輯                                               | 道光十四年(1834)刊印，杭州許氏刊本，續編二十五年(1845)刊，原刊本典藏於臺大圖書館，上海：上海古籍出版社，1997。                     | 八冊三十二卷。本書分類編輯嘉慶十八年至道光二年(1813-1822)刑部次准駁成案，以明刑案比照加減之法。內依律目順序排列，共有名例、吏律、戶律、禮律、兵律、刑律、工律、督捕則例、理藩院則例、蒙古則例、比引條例等目。 |
| 32   | 《新纂刑案說帖類編》                       | 戴敦元輯                                                   | 道光十四年(1834)序刊本澴川森寶齋藏板，典藏於日本國東洋文庫。                                                                       | 三十六卷。另外同年有金撰甫編輯的《說帖類編》,待考。 |
| 33   | 《說帖辨例新編》                           | 汪進之輯                                                   | 道光十六年(1836)錢塘汪氏活字刊本，典藏於東京大學東洋文化研究所圖書館。                                                             | 四十八卷。本書為專收刑部「說帖」的法律專書。 |
| 34   | 《說帖》                                   | 佚名                                                       | 道光十九年至二十八年(1839-1848)律例館鈔本，典藏於東京大學東洋文化研究所大木文庫。                                                  | 不分卷，目一卷，二十二冊。闕十九年下、二十年上中、二十一年上中、二十二年下、二十五年上，共二帙二十二冊。 |
| 35   | 《續增刑案匯覽》                           | 祝慶祺輯                                                   | 道光二十年(1840)刊印，成文出版社據光緒十四年(1888)上海圖書集成局仿袖珍版印行，臺北：成文出版社，1968。                             | 十六卷。本書輯道光年間經中央司法機關處理之刑案1,670餘件。本版本為據民國五十七年臺北成文出版社據光緒十四年上海圖書集成局刊本影印。 |
| 36   | 《大淸律例刑案彙纂集成》                   | 姚潤（字雨薌）原纂，胡璋（字仰山）增輯                     | 道光二十四年（1844）杭州同文堂書坊發兌，典藏於日本國會圖書館，東京 322.22-D1795(1844)。                                            | 四十卷，附督捕則例二卷。 |
| 37   | 《刑部說帖各省通行成案摘要抄存》           | 清年                                                       | 道光二十八年(1848)序刊本，開封府署藏板，典藏於日本國東洋文庫。                                                                     | 七卷，七冊。 |
| 38   | 《河南忠節成案備覽》                       | 姚詩雅                                                     | 同治六年(1867)盋益書屋藏板。 | 二冊。 |
| 39   | 《刑案彙要》                               | 胡鳳丹輯                                                   | 同治六年(1867)胡氏退補齋刊本，其中一種《讀律要略》，一卷，典藏於「中國律學文獻」第四輯。                                           | 八種，十二卷。 |
| 40   | 《大清律例增修統纂集成》                   | 任彭年原輯，陶駿、陶念霖增輯                               | 同治七年(1868)京都龍威閣書坊刊印，典藏於中央研究院郭廷以圖書館。                                                                   | " 四十卷。本書是繼道光三年（1823）姚潤所纂之新增律例統纂集成，將其後歷年所訂之新例逐條校正增補，並增錄有同治六年(1967)以前上諭及各省諮請部示通行成案、新例節次恩赦條款、秋審條款章程、刑案說帖、刑案匯覽及曾經讞獄衙門引用之諸家（沈之奇、祝慶祺等）註說及箋釋。 |
| 41   | 《大清律例彙輯便覽》                       | 李瀚章(1821-1899)、張建基等纂                              | 同治十一年(1871)冬月湖北讞局新刊，典藏於中央研究院郭廷以圖書館。                                                                   | 三十三冊四十卷。本書據同治七年(1868)任彭年所輯《大清律例增修統纂集成》詳加校定，並摘錄各部處分則例、中樞政考、會典、通行以及歷年比引加減成案，俾閱者便於查考。 |
| 42   | 《大清律例刑案新纂集成》                   | 姚潤（字雨薌）原纂，胡璋（字仰山）增輯                     | 同治十二年(1872)新鐫，京都宣武門外橋西上斜街口南第七所官房刊本，典藏於近史所善本書室。                                             | 二十四冊四十卷。本書輯有清初至同治十二年（1872）大清律例、名家箋註、歷年刑案及上諭、則例等讞獄資料，以及附刊刑部說帖、刑案匯覽；此外，凡例中尚且提到：「未經通行成案，雖不准引用，然其準情定讞，立議平允，併駁案內較成案更為美善者，亦採輯增入。非敢云誇抑，或有助於同人心」，說明本書也收入了未通行成案。 |
| 43   | 《成案雜鈔》                               | 陳乃勛輯                                                   | 光緒年間(1875-1908)鈔本，典藏於中國社會科學院法學研究所。                                                                          | 未分卷，一函十冊，無頁碼，光緒鈔本，草書。各冊無序號。 |
| 44   | 《姦殺毆傷全案事例稿》                     | 佚名                                                       | 光緒年間(1875-1908)鈔本，典藏於東京大學東洋文化研究所大木文庫。                                                                    | 不分卷，一帙十三冊。本書內容多為光緒初年之命盜重案，部分案件可見刑部處理外國人所犯重案，與總理各國事務衙門協商，援引萬國公法或是外國刑法之處理過程。 |
| 45   | 《彙纂各國條約洋務成案事宜》               | 不著編人                                                   | 光緒年間（1875-1908）朱絲欄鈔本，典藏於國立臺灣大學圖書館五樓。                                                                    | 十二卷。本書為海內外孤本，僅能抄錄。《彙纂各國條約洋務成案事宜》據凡例所載可知其成書目的：「係奉憲諭專為地方交涉按約照辦，恐有輕重失宜、周章無措，茲將各國條約摘其與地方交涉者，分別條欵，詳行開列，並將通行洋務事宜，及本省辦過成案，分條另載約後以便稽覽」。 |
| 46   | 《學案初模》                               | 伊里布(莘農，1772-1843)                                    | 光緒七年（1881）雲南書局，典藏於東京大學東洋文化研究所大木文庫。                                                                   | 不分卷。本書為道光十八年（1838）雲貴總督伊里布所編著，為從雲南省審理的重大案件中選擇「理順、詞明、情真、罪當」的案件二十餘件，加上自己編寫的按語匯集而成，以為「初登仕版之員導以先路」，故以此為名。 |
| 47   | 《學案初模續編》                           | 伊里布(莘農，1772-1843)                                    | 光緒七年（1881）雲南書局，典藏於東京大學東洋文化研究所大木文庫。                                                                   | 不分卷。本書為道光十九年（1839）雲貴總督伊里布又續著《學案初模續編》，又收錄二十則案件。 |
| 48   | 《駁案彙編》                               | 朱梅臣編                                                   | 光緒九年(1883) 上海圖書集成局板印巾箱本，重刊本收於「續修四庫全書」第873-874冊，上海：上海古籍出版社，1997。                       | 四十一卷。本書前三十二卷為乾隆四十六年（1781）全士潮等人所輯之《駁案新編》；接續七卷為嘉慶二十一年(1816)的《駁案續編》。但體例層次迥然有變，其續編輯錄嘉慶年間的駁案。最後兩卷為桑春榮所撰之《秋審實緩比較匯案》。 |
| 49   | 《增訂刑部說帖》                           | 國英等輯                                                   | 光緒九年(1883) 廣西臬署刊本，典藏於京都大學人文科學研究所。                                                                        | 十冊八卷。前有國英等作序，另有凡例十七條，另附增訂通行條例二卷。 |
| 50   | 《新增刑案匯覽》                           | 潘文舫、徐諫荃輯                                           | 光緒十二年(1886)刊印，民國五十七年(1968)成文出版社據光緒十四年(1888)上海圖書集成局仿袖珍版印行，臺北：成文出版社，1968。           | 十六卷。本書輯道光二十二至光緒十一年間(1842-1885)經中央司法機關處理之刑案291件。書後另附「刑部事宜」十條。 |
| 51   | 《通商條約章程成案彙編》                   | 佚名輯                                                     | 光緒十二年(1886)序刊本，鐵城廣百宋齋藏本，典藏於東大東文研、京都大學人文科學研究所、長崎大學、公文書館、神戶大學、東北大學。       | 三十卷，目二卷，附各關理船事宜一卷，一帙十二冊。 |
| 52   | 《刑案匯覽續編》                           | 吳潮、何錫儼合編；薛允升鑒定，李方豫、藍佩青               | 光緒十三年(1887)刊印，文海書局據光緒二十六(1900)年蓉城李保和刻本影印，臺北：文海出版社，1970。                                     | 十冊三十二卷。本書繼祝慶祺等人之刑案匯覽及續增刑案匯覽，續輯道光十八年至同治十年間經中央司法機關處理之刑名事件1,696件，其中以說帖所佔比例最多。 |
| 53   | 《審看擬式》                               | 剛毅輯，葛士達編                                           | 光緒十三年(1887)晉陽課吏館刊本，典藏於東京大學東洋文化研究所大木文庫。                                                             | 二冊四卷，約成書於光緒十三年（1887）。本書依大清律體例編目格式，是剛毅挑選在山西巡撫任內可供州縣官員審判參考的案例，交由幕友葛士達校訂刊印。 |
| 54   | 《淮鹺駁案類編》                           | 陳方坦編輯                                                 | 光緒十八年（1892）刊於金陵，典藏於國家圖書館善本書室。                                                                             | 本書所收駁案始於同治二年十月，至光緒十六年十月止。在內容安排上，分為批、諮、函、劄以及說帖等五類，分任次第編輯；案件如已載《淮南淮北記略》及新刊鹽志者，一概不錄。 |
| 55   | 《刑案匯編》                               | 周守赤輯，章球等校， 張世林監刻                            | 光緒二十二年（1896）愛蓮書室刊本，典藏於日本法務圖書館。                                                                           | 十六冊。 |
| 56   | 《續通商條約章程成案彙編》                 | 李有棻輯                                                   | 光緒二十五年（1899）秦中書局排印本，典藏於東大東文研。                                                                             | 八卷，一帙四冊。 |
| 57   | 《刑案新編》                               | 趙爾巽（次山，1844-1927）輯                                | 光緒二十八年(1902)蘭州官書局排印本，典藏於京都大學人文科學研究所。                                                                 | 不分卷。 |
| 58   | 《約章成案匯覽》                           | 北洋洋務局纂輯（顏世清輯）                                 | 民國五十八年(1969)臺北華文書局據光緒三十一年(1905)上海點石齋刊本影印。                                                             | 五十二卷，四十六冊。本書據袁世凱、顏世清序言所云，是由袁世凱委託顏世清設局纂寫，撰寫目的是承繼桐鄉勞氏纂要以及湖南分類輯要之作，歷時二年餘完成。本書據外務部頒行條約原本及外務部暨北洋章程成案檔案刊印；編纂特色有蛻故存新、訂訛補闕、商榷體例、增益圖表、旁註年月、上提綱要等特點。本書輯康熙二十八年至光緒二十年間中國與外國交涉之各種條約、章程及成案。全書分甲乙兩篇，甲篇全載條約，以別分卷；乙篇全載章程成案，依二十門三十一類分為四十二卷。收於《續修四庫全書》史部政書類，第874-876冊，原典藏地為上海辭書出版社圖書館 。 |
| 59   | 《例學新編》（內頁又名《大清律例新編》）   | 楊士驤（1860-1909）編；汪鴻孫校                            | 光緒三十二年(1906)上海明溥書局石印本。                                                                                             | 十六卷，一帙十二冊，典藏於東京大學東洋文化研究所大木文庫。本書編輯順序按照大清律例排序。 |
| 60   | 《不用刑審判書》                           | 魏息園編                                                   | 光緒三十三年(1907)本。 | 六卷。全書共收錄漢代至清代的成案一百九十九篇。編纂結構並無固定格式，也不按年代編排，案件屬性都是不用刑訊而斷決之類型。 |
| 61   | 《新刑案滙編》（今改名《各省審判廳判牘》） | 汪慶祺（惟父）編                                           | 民國元年(1912)上海法學編譯社。 | 《新刑案滙編》是由民初上海法學編譯社社長蒐集清末省城商埠各級審判廳和檢察廳判牘之精華，進而編輯而成。本書藏於日本國東京大學東洋文化研究所大木文庫。 |
| 62   | 《大理院判牘（附解釋法律公牘）》           | 佚名                                                       | 上海廣益書局石印本。 | 本書四冊合訂為一厚冊。內容收錄民國初年北洋政府最高司法審判機構－－大理院的判決文書、批詞以及法律解釋檔。本書典藏於中研院近史所郭廷以圖書館。 |
| 63   | 《華洋訴訟例案彙編》                       | 姚之鶴編                                                   | 民國四年（1915）上海商務印書館刊本。                                                                                               | 據民國4年上海商務印書館出版影印。二冊。作者曾「供職於會審公廨」，該書於辛亥（1911）十月開始編纂，迄民國四年（1915）三月告竣。本書內容輯錄道光二十二年（1842）至民國四年（1915）期間涉外刑事、民事訴訟法規、法令及相關的國際條約和大量案例。 |
| 64   | 《刑案萃珍便覽》                           | 闕名撰                                                     | 不詳，典藏於関大 內藤文庫 L21＊＊2＊636。                                                                                          | 八卷，八冊一帙，『內藤文庫漢籍古刊古鈔目錄』史部346(P.103) 。 |
| 65   | 《八姦新編》                               | 蔭南編                                                     | 鈔本。 | 一卷，一帙一冊，典藏於東京大學東洋文化研究所大木文庫。本書共輯錄直隸一帶有關各類姦情之十則案件。 |
| 66   | 《比照案件》                               | 佚名                                                       | 鈔本。 | 中國社會科學院法學研究所圖書館藏鈔本，本書為刑部各司經辦的各省上報案件，未著編者姓名，其編排體例亦是照大清律編排，最後另附督捕則例一案、蒙古則例兩案。所收案件均以承辦各司冠名，下繫年月。每則案例開頭首書某督或某撫諮或奏，以表該案例的來源。 |
| 67   | 《刑事命案開參》                           | 佚名                                                       | 鈔本。 | 本文獻係殺傷、逆倫等刑事重案緝獲罪犯或破案超過時限，以及刑案失察、錯判，參奏追究文武職官的司法文書，其中載明案件始末和對失職官員予以處罰的案例28件。 |
| 68   | 《七殺成案》                               | 佚名                                                       | 鈔本。 | 一卷，刑部案件二十一種，典藏於日本國京大人文研。 |
| 69   | 《服制頂駁》                               | 佚名                                                       | 鈔本，典藏於中國社科院法學所。 | 二冊一函，上下卷。無序、總目。本書為刑部就有關服制案件的駁案。體例為各卷目錄列出案件名稱。大多案件未標明時間。 |
| 70   | 《刑部各司判例》                           | 毋庸纂輯                                                   | 鈔本。 | 大部份是嘉慶年間刑部及其所屬各司在審核各省督撫上報的死刑案件過程中，對適用法律不當或無適當律例可循的案件,經過相應程式，予以改判並形成判例的司法檔，也有一部份是刑部題准的具有普遍適用性的條例，計48件。 |
| 71   | 《刑事判例》                               | 佚名                                                       | 鈔本。 | 收入乾隆、嘉慶、道光三朝的刑事判例264件，其中各省督撫諮報刑部審擬批改的判例141件，各省督撫及刑部呈報皇帝，經皇帝諭旨朱批(有的僅為皇帝諭旨)的判例123件。 |
| 72   | 《各省刑部案》                             | 佚名                                                       | 鈔本收於楊一凡、徐立志主編，《歷代判例判牘》第六冊。                                                                               | 道光年間各省督撫諮奏題送刑部的案件，共334件。 |
| 73   | 《嘉慶至道光年吏部刑部說帖》               | 佚名                                                       | 鈔本。 | 收於全國圖書館文獻縮微複製中心編，《清代（未刊）上諭、奏疏、公牘、電文匯編》第17冊。 |
| 74   | 《刑部說帖》                               | 刑部律例館輯                                               | 中研院傅斯年圖書館善本室藏朱絲欄鈔本，檜木櫃28-2。                                                                                 | 不分卷，五十二冊；另有一版本收於陳湛綺編，《清刑事律法文書七種》第二冊，北京：全國圖書館文獻縮微複製中心，2010。本書匯輯嘉慶元年至道光五年（1796-1825）的說帖。 |
| 75   | 《說帖輯要》                               | 宋謙等輯                                                   | 中研院傅斯年圖書館藏朱絲欄鈔本，檜木櫃27-4。                                                                                       | 不分卷，七十八冊。本書所收案例屬於實際刑案‧疑、難案類。 |
| 76   | 《刑成案》                                 | 佚名                                                       | 鈔本。 | 二十冊，典藏於傅斯年圖書館善本室 。本書無序言及封面，內容依刑律各條目，輯有雍正至光緒朝之刑案，其中以光緒朝最多。 |
| 77   | 《刑案刪存》                               | 沈家本（1840-1913）輯                                      | 鈔本，收於徐世虹主編，《沈家本全集》，第二卷，頁1-189。                                                                            | 六卷。 |
| 78   | 《駁稿彙存》                               | 沈家本（1840-1913）輯                                      | 稿本收於徐世虹主編，《沈家本全集》，第二卷，頁191-244。                                                                            | 無。 |
| 79   | 《刑案匯覽三編》                           | 沈家本（1840-1913）輯                                      | 稿本，典藏於中國國家圖書館。 | 一百二十四卷。此書原擬刊刻付印，因庚子之變而輟，全書收集道光十八年以後的案件，書後附錄輯有清末中外交涉類案件。 |
| 80   | 《刑案集腋》                               | 子良手錄                                                   | 鈔本，典藏於東京大學東洋文化研究所大木文庫。                                                                                       | 不分卷，一帙二冊，收錄二十七則案件。 |
| 81   | 《歷年通行成案》                           | 佚名                                                       | 鈔本，典藏於中國社會科學院法學研究所。                                                                                             | "清道光十八年－光緒十二年（1838—1886）抄本 2冊（1函）。尤韶華提到本書各部有目錄，以時間為序。本書為可以引用的案例或處理有關事項的刑部章程。 |
| 82   | 《選錄刑部駁案》                           | 佚名                                                       | 秀文齋朱絲欄鈔本，典藏於國家圖書館。                                                                                               | 不分卷，三冊。正文卷端題「江西司」，左下角註明為「秀文齋程觀葆」。本書輯錄光緒十一年至十四年（1885-1888）間刑部議駁各省原審刑案之要旨。 |